# Francesco Laurana
Francesco Laurana (Aurana, 1430 – Avignon, 1502) je bil italijanski kipar, arhitekt in medaljer.
Imel je vodilno vlogo pri širjenju renesančne estetike v Neaplju, Siciliji in Franciji. Ni dokazov o razmerju z arhitektom Lucianom Laurana.

## Življenjepis
Verjetno se je rodil v Vranah (italijansko Aurani ali Laurana Arauzona, danes v občini Pakoštane) od tod tudi priimek Laurana, v dokumentih pa je bil omenjen tudi kot Francesco "da Zara" ali "Atzara", saj Vrana ni daleč iz Zadra. Takrat je bil del Dalmacije pod oblastjo Beneške republike, vendar je bilo to tudi območje, bogato z lastno avtonomno kulturo, deloma dedičem starorimskih časov. Pravzaprav je območje Vrana, središče, ki je nastalo okoli samostana, ki ga je hrvaški kralj Dimitrij Zvonimir podaril papežu Gregorju VII., ohranilo nekaj rimskih ostankov.

### Oblikovanje
O vajeništvu Francesca Laurane je malo podatkov in še ni rekonstruirano, kakšen prispevek bi kontekst izvora lahko dal k umetnikovemu usposabljanju. Po morebitnem začetnem izobraževanju v Dalmaciji je verjetno začel delati v Italiji kot potujoči kipar. Njegovo bivanje na gradbišču Tempio Malatestiano z Agostinom di Ducciom se zdi verjetno.

### Neapelj
Gotovo je bil leta 1453 v Neaplju, kjer je dokumentirana njegova prisotnost na gradbišču slavoloka skupaj s takrat znanimi umetniki: Pere Johanom, Paolo Romano in Pietro di Martino da Milano, ki je bil verjetno njegov učitelj. Zato je bil Francesco v tistem času že izurjen in cenjen umetnik. Iz tega obdobja je Glava svetnika (San Lorenzo?) v terakoti ohranjena v Državnem muzeju Amedeo Lia v La Spezia.
Delo v Neaplju, ki je bilo bistvenega pomena za njegovo kariero, je bilo morda pred njegovim razvpitim na območju Anžujcev: v resnici je bila Dalmacija tudi izhod na morje Ogrske kraljevine, kjer so takrat prevladovali Anžujci, povezani z Neapeljskimi, ki so se pogosto obračali na umetnike tega območja. V Neaplju je Francesco Laurana od leta 1453 do 1458 sodeloval pri realizaciji skulptur za slavolok v Castel Nuovo, ki ga je postavil Alfonso V. Aragonski, na vhodu v Castel Nuovo; Lauranov je relief Alfonsovega zmagoslavnega vhoda v Neapelj, ki zaseda friz na prvi atiki.

### V Franciji
Po smrti kralja Alfonsa je bil med letoma 1461 in 1466 poklican v Francijo na dvor kralja Renata Anžujskega, za katerega je izdelal več medalj.

### Na Siciliji
Okoli leta 1467 je Laurana prispel na Sicilijo in tam ostal do leta 1471.
Po nekaterih virih naj bi bil sprva v Sciacci na povabilo grofa Carla De Luna Aragonskega, kjer je z langobardskim kiparjem Pietrom de Bonitatom odprl delavnico. Laurana in de Bonitate sta bila prisiljena zapustiti mesto zaradi prekrškov in nadlegovanja, ki sta jih utrpela v sovražnem in težkem okolju. Vendar so dokumenti in hipoteze o njegovi prisotnosti v Sciacci, kjer je morda ostal dvakrat, po domnevnem drugem bivanju v Franciji, sporni. V Sciacci so v stranskem portalu cerkve Santa Margherita ostale precej omejene sledi.
Okoli leta 1468 se je naselil v Palermu, kjer je v partnerstvu s Pietrom de Bonitateom, s delal na izgradnji kapele Mastrantonio v cerkvi sv. Frančiška Asiškega, ki s svojim vhodnim lokom predstavlja ključen trenutek v uvedbi renesančnega jezika na Siciliji, ne samo za kiparstvo, ampak tudi za arhitekturo.
V tem obdobju je njegova delavnica ustvarila številna dela, pogosto s pomočjo pomočnikov, med drugim več Madon z otrokom; v stolnici v Palermu (Madonna Libera Inferni) , v cerkvi Santa Maria della Neve v Palermu, Madonna di Loreto v cerkvi San Domenico di Castelvetrano, v cerkvi Križanega v Notu, v Pokrajinskem muzeju v Messini in v cerkvi Brezmadežnega spočetja Palazzolo Acreide.

### Serija doprsnih kipov
Vendar je Lauranova slava povezana predvsem z redko lepoto njegovih ženskih doprsnih kipov z izjemno čistimi in gladkimi oblikami, ki spominjajo na dela Piera della Francesca in Antonella da Messine. Med najbolj znanimi je doprsni kip Francesca II. del Balza v Andriji, ki je trenutno v škofijskem muzeju, Portret Eleonore Aragonske (1468), v Palazzo Abatellis v Palermu, Portret Battista Sforza (približno 1474) v Muzeju Bargello v Firencah, Doprsni kip princese v Louvru, Doprsni kip ženske (ok. 1470-1480) in Portret Beatrice Aragonske (ok. 1475) v Frick Collection v New Yorku, Portret neapeljskega princa v Staatliche Museen v Berlinu in polikromni doprsni kip Isabelle Aragonske (okoli 1487) v Kunsthistorisches Museum na Dunaju.
Podobna dela sta majhna Glava gospodične, pozneje kot doprsni kip Eleonore, in Doprsni kip mladeniča tudi v Palazzo Abatellis.

### Zadnja leta
Od leta 1471 se je Francesco Laurana medtem vrnil v Neapelj, kjer je prebival do leta 1477. Med deli tega obdobja je Devica iz kapele Santa Barbare.
Po vrnitvi v Francijo je s svojo delavnico ustvaril oltar kapele San Lazzaro v stari stolnici v Marseillu (dokončano 1481), Retabel vzpona na Kalvarijo za cerkev Saint-Didier v Avignonu, grobnico sv. Giovanni Cossa za Sainte-Marthe v Tarasconu in nagrobni spomenik Charlesa du Mainea v Le Mansu.
Umrl je v Provansi, morda v Avignonu, leta 1502.

## Galerija
- Madona z otrokom, stolnica Erice
- Madona z otrokom, Messina Regional Museum
- Madona z otrokom, stolnica v Palermu
- Santa Maria della Grazia, pred barvnim pranjem iz leta 1925, Palazzolo Acreide
- Madonna iz Loreta, cerkev San Domenico, Castelvetrano
- Slavostni vstop Alfonsa v Neapelj, slavolok Castel Nuovo, Neapelj
- Doprsni kip Eleonore Aragonske, Palermo
- Doprsni kip sicilijanskega plemiča
- Madonna delle Grazie v Palazzolo Acreide avtorja Francesca Laurane, ki jo je izklesal med letoma 1471 in 1472 po naročilu vaškega barona
- Kapela Mastrantonio, cerkev sv Frančiška Asiškega
- Retabl vzpona na Kalvarijo, Avignon
- Nagrobni spomenik Charlesa du Mainea, Le Mans